# Чорнобильський Пустинно-Микільський монастир
51°12′26″ пн. ш. 29°52′18″ сх. д. / 51.207222222222° пн. ш. 29.871666666667° сх. д.
Чорнобильський Пустинно-Микільський монастир — колишній старообрядницький чоловічий монастир, який існував в урочищі Бички за 35 верстів від Чорнобиля і 8 верстів від слободи Замошшя. Нині це Миколаївський Пустельний жіночий скит Київського Покровського монастиря УПЦ (МП).
Монастир розташований на самому кордоні Зони відчуження. Основну дорогу перекрито КПП, але в обитель можна вільно потрапити по дорозі, прокладеній в обхід Зони.

## Історія

### Старообрядницький монастир
Монастир заснований приблизно 1772 року. Спочатку розташовувався в містечку Чорнобилі, але через підмивання його території річкою Прип'ять був перенесений в урочище Бички. Ці землі належали графам Ходкевичам і в 1812 році один з Ходкевичів подарував монастирю 275 десятин землі, за умови, що у разі скасування обителі всі землі будуть повернуті йому або його спадкоємцям. У 1820-х роках монастир набуває 600 десятин землі. При заснуванні монастиря була дерев'яна Микільська церква. У 1805 році побудовані келії, що мали вигляд окремих хат. В 1829 році при ігумені Серафимі освячена кам'яна церква на честь Різдва Христового, була також церква в ім'я Димитрія Мироточивого, побудована раніше. В 1831 році в монастирі проживало 26 осіб, в 1834 — 15, в 1842 — 60 осіб.
1842 року монастир постраждав від пожежі, але ченці відновили частину споруд. Про будівельні роботи стало відомо владі, яка опечатала нові будівлі. Київський генерал-губернатор Дмитро Бібиков виступив за те, щоб дозволити старообрядцям користуватися будовами, і дав ченцям позитивну характеристику. 14 квітня 1845 року найвищим наказом Миколи I наказувалося нові будівлі тримати запечатаними, але монастир не закривати, а схиляти до прийняття єдиновірства. Ченці приймати єдиновірство відмовлялися, про що доповіли імператору. У зв'язку з цим були оголошені нові повеління від 18 квітня 1847 року і 28 квітня 1850 року, в яких йшлося про необхідність все ж приєднати монастир до єдиновірства.
У лютому 1859 року київський генерал-губернатор І. І. Васильчиков виступив за поступову ліквідацію монастиря шляхом заборони прийому нових насельників. Його пропозиція була підтримана і у серпні 1859 року було складено список всіх жителів монастиря, яких було 38. Ченці порушували цю заборону, приймаючи нових людей під виглядом слуг, що було виявлено в 1866 році.
19 вересня 1872 року в монастирі спалахнула пожежа, яка зруйнувала багато споруд і, зокрема, монастирську церкву. До 1882 року в обителі залишилося всього 2 ченця за списком 1859 року, але чиновник Тецнер, який прибув за дорученням генерал-губернатора О. Р. Дрентельна, виявив 21 ченця і 14 послушників, а крім того було багато нових будівель і нова церква. Рішенням міністра внутрішніх справ від 8 листопада 1883 року насельникам дозволялося проживати в монастирі і далі.
У 1887 році у монастирі проживало 12 насельників, у тому числі ченцями було 10 осіб. До 1 січня 1905 року залишилося всього 2 ченця, але було 6 піклуючих і 10 осіб прислуги. 12 липня 1915 року на з'їзді Київської старообрядницької громади вирішувалося питання тяжкого становища монастиря та відсутності у ньому священика. Було ухвалено рішення, що фінансами обителі завідуватиме Київська громада. У 1923 році монастир було ліквідовано радянською владою.

### Відродження
У 2008 році протоієрей Іоанн Токарук виявив у лісовій глушині руїни монастиря. У 2010—2011 роках було розпочато його відновлення як скиту Покровського жіночого монастиря міста Києва. Радіаційне тло на території монастиря не перевищує нормальних показників, тому представники церкви просили відсунути кордон Зони. Представники міліції не перешкоджали відвідуванню монастиря і навіть самі його відвідували. У травні 2018 року громада Воскресенського кафедрального собору УПЦ (МП) на чолі з єпископом Бородянським Варсонофієм (Столяром) подарували скиту 13 корів. У вересні того ж року Державне агентство України з управління зоною відчуження відкрило туристичний маршрут, що проходить через монастир (маршрут № 12).
27 грудня 2018 року, менш ніж через два тижні після проведення у Києві Об'єднавчого собору та створення ПЦУ, на вимогу Служби безпеки України поліція відкрила кримінальну справу за підозрою у зловживанні владою чи службовим становищем. Монастир звинуватили у незаконному веденні сільськогосподарської діяльності на території Чорнобильської зони. За словами черниць, сільськогосподарська діяльність ведеться на земельній ділянці 8 га в селі Черемошна, наданій їм у користування Орджонікідзевською сільською радою у 2008 році.